# Список умерших в 1248 году

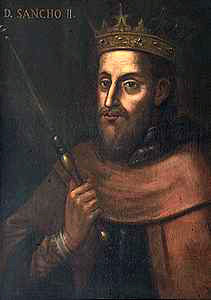
Саншу II

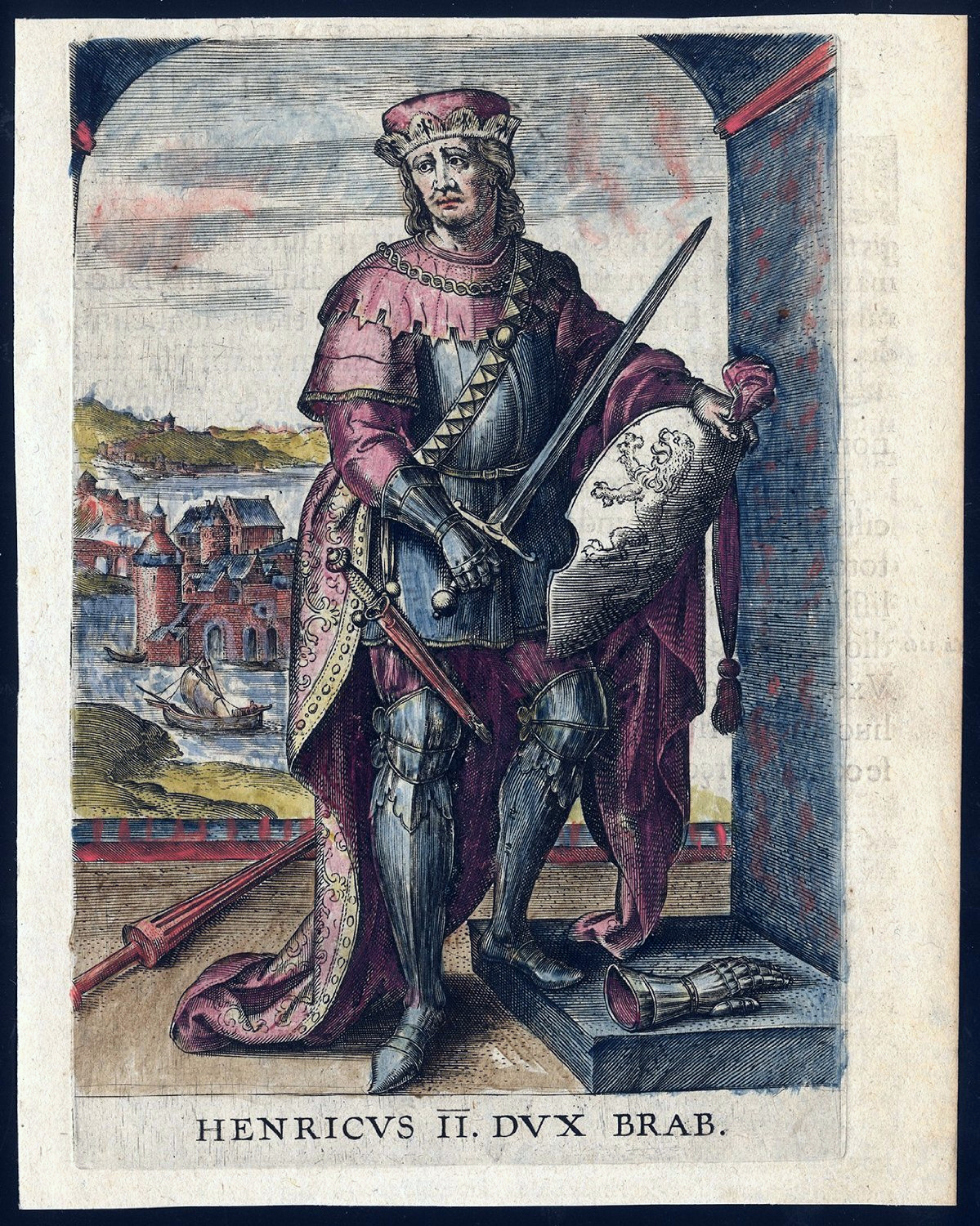
Генрих II Великодушный

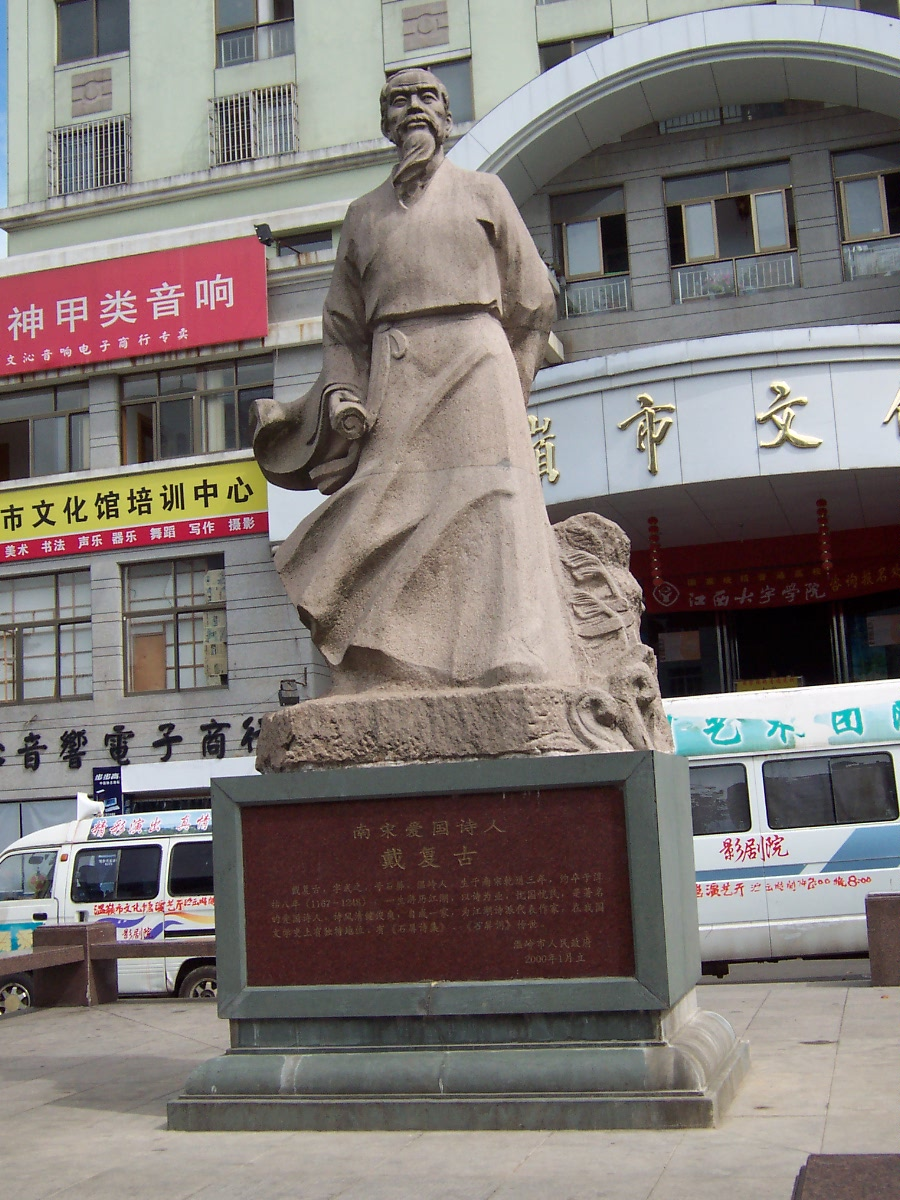
Дай Фугу

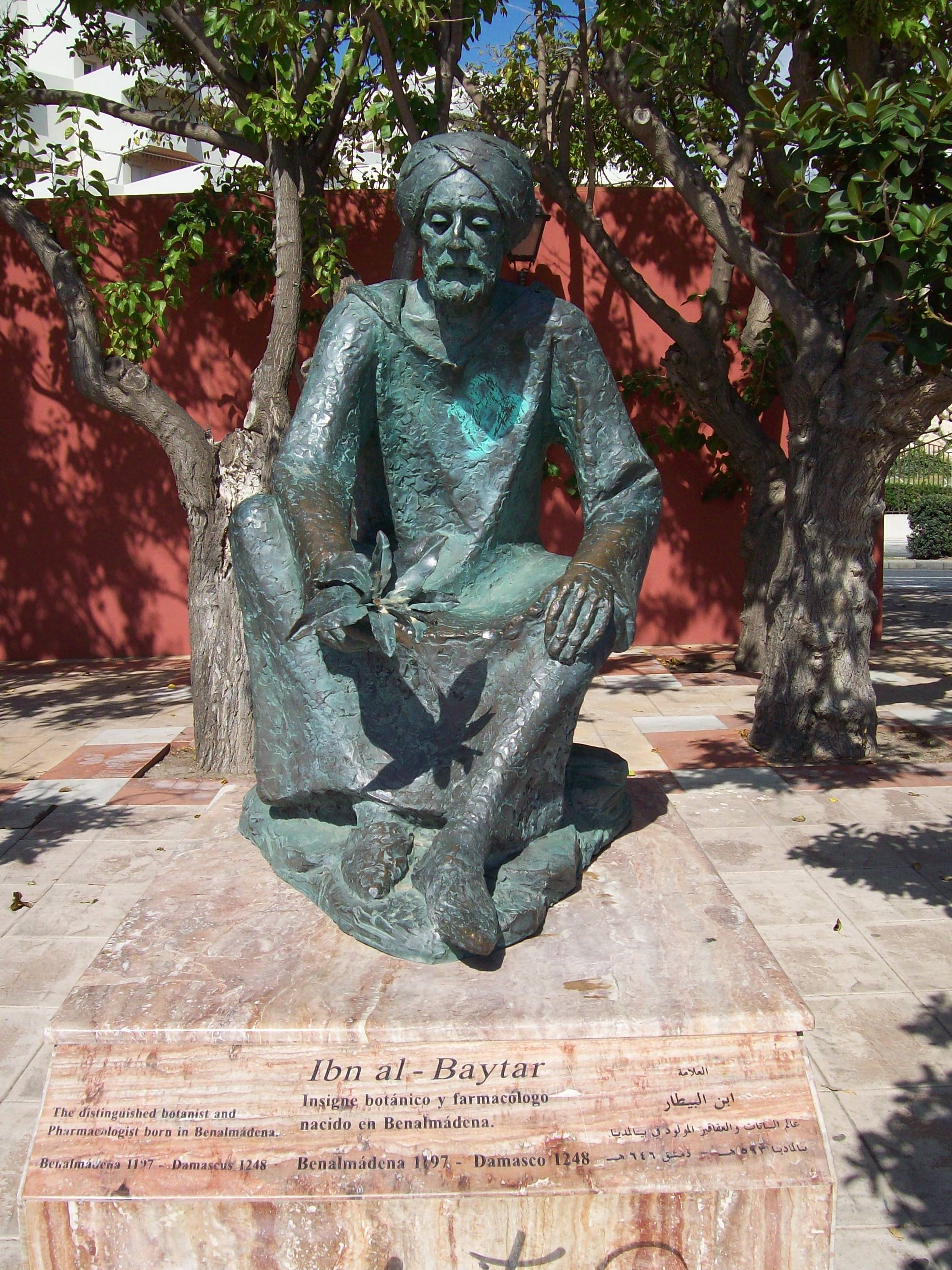
Ибн ал-Байтар

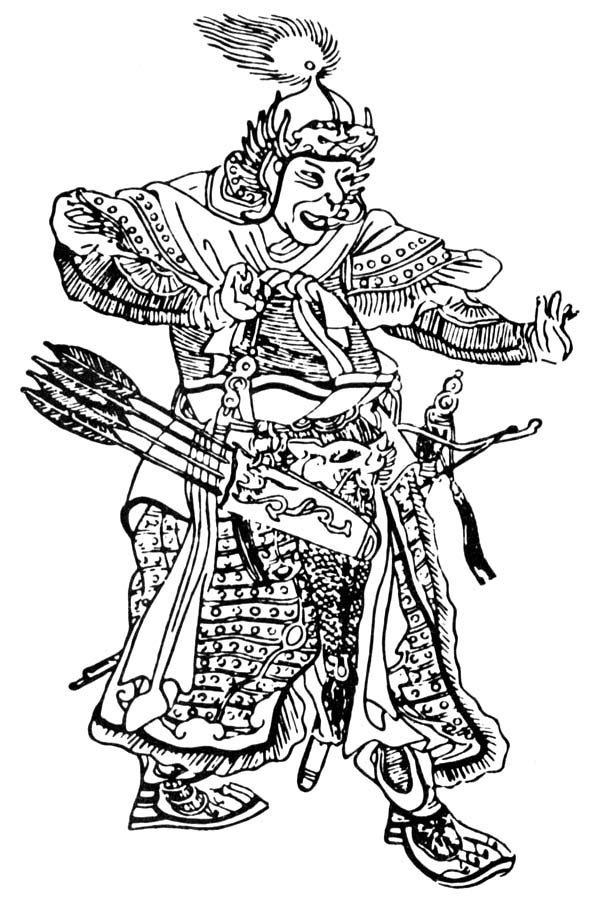
Субэдэй

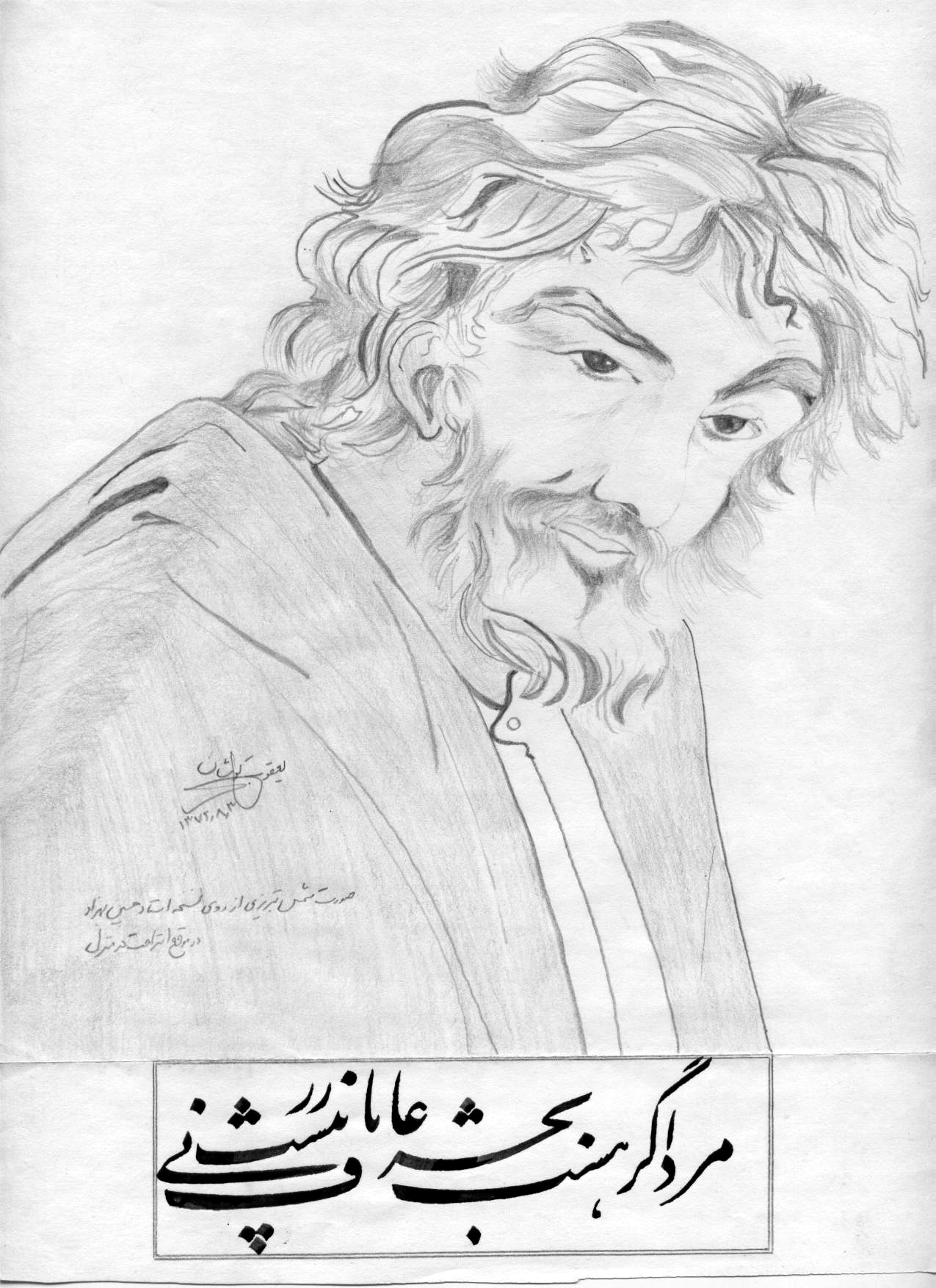
Шамс ад-Дин Тебризи

В этой статье представлен список известных людей, умерших в 1248 году.
См. также: Категория:Умершие в 1248 году

## Январь
- 4 января — Саншу II Благочестивый (40) — король Португалии и Алгарви (1223—1247), умер после низложения.
- 15 января — Михаил Ярославич Хоробрит — князь московский (1246—1248), Великий князь владимирский (1248), погиб в сражении с литовцами

## Февраль
- 1 февраля — Генрих II Великодушный — герцог Брабанта (1235—1248)
- 9 февраля — Аль-Адиль II — айюбидский султан Египта (1238—1240), султан Дамаска (1238), умер в тюрьме
- 14 февраля — Кога Мичитеру[фр.] — японский поэт
- 18 февраля — Таддео де Сесса[англ.] — итальянский юрист
- 23 февраля — Бернар II де Монтегю[фр.] — епископ Ле Пюи (1237—1248).
- Болеслав I Мазовецкий — Князь добжыньский (1227—1229, 1247—1248), сандомирский (1232—1238), серадзский (1233—1234), плоцкий (1234—1248) и мазовецкий (1247-1248)

## Март
- 27 марта — Мод Маршалл[англ.] — графиня-консорт Норфолк (1206—1225), жена Гуго Бико, графиня-консорт Суррея (1225—1240), жена Уильяма де Варенна, 5-го графа Суррей.
- Морган ап Хивел, лорд Гвинллуга (ок. 1215 (или 1210)—1248).

## Апрель
- 9 апреля — Гуго I де Шатильон — граф де Сен-Поль (1226—1248), граф Блуа и граф Шатодёна (по праву жены) (1230—1241), убит восставшими крестьянами

## Июнь
- 4 июня — Рапото III — последний пфальцграф Баварии (1231—1248), граф Крайбурга (1231—1248)

## Июль
- 22 июля — Хуан де Медин де Помар[исп.] — архиепископ Толедо (1247—1248)

## Август
- 25 августа — Генрих фон Танне — епископ Констанца (1233—1248)

## Сентябрь
- 13 сентября — Кунигунда Швабская — королева-консорт Чехии (1224—1248), жена Вацлава I
- Робер де Крессонсак[нем.] — епископ Бове (1237—1248)

## Октябрь
- 28 октября — Уолтер Мауклерк[англ.] — епископ Карлайла (1223—1246), лорд-казначей Англии (1228—1233).
- 30 октября — Иоланда де Дрё — герцогиня-консорт Бургундии (1229—1248), жена Гуго IV.

## Ноябрь
- 12 ноября — Роберт VII Бетюнский, французский дворянин из дома Бетюн в графстве Артуа, сеньор де Бетюн (1224—1248).
- Малатеста I Малатеста, правитель Римини (1239—1247).

## Декабрь
- 1 декабря — Жиль де Каэн[фр.] — епископ Кутанса (1246—1248)
- 15 декабря — Лаурентиус Испанский[итал.] — епископ	Оренсе (1218—1248).
- 26 декабря — Теобальд Батлер, англо-ирландский феодал, 3-й главный кравчий Ирландии (1230—1248).

## Дата неизвестна или требует уточнения
- Али Абуль-Хасан ас-Саид — халиф из династии Альмохадов (1242—1248), убит.
- Андреу Контреди д’Аррас[англ.] — французский трувер.
- Анусапати, второй правитель Сингасари (1227—1248).
- Бернардо[исп.] — епископ Сеговии (1224—1248)
- Бланд, Джон — английский теолог, архиепископ Кентерберийский (1232)
- Герман Буксгевден — первый епископ Дерпта (1224—1247),основатель Домского собора в Дерпте.
- Гуюк — великий хан (каган) Монгольской империи (1246—1248)
- Дай Фугу — китайский поэт
- Джордано Форзате[итал.] — святой римско-католической церкви.
- Ибн аль-Байтар — арабский фармацевт, ботаник и врач.
- Ибн аль-Кифти — арабский историк.
- Отон III Бургундский — пфальцграф Бургундии (1231—1248), последний герцог Меранский (1234—1248), последний представитель Андексской династии, основатель города Инсбрука.
- Рейнмар фон Цветер — немецкий средневековый поэт периода классического миннезанга.
- Роберт Бэкон[англ.] — английский писатель.
- Уильям Сазерленд, шотландский дворянин, граф Сазерленд и глава клана Сазерленд на Шотландском нагорье.
- Симон Лэнгтон[англ.] — архиепископ Йоркский (1215)
- Субэдэй — виднейший монгольский полководец.
- Сюмбадзюнки, 2-й правитель острова Рюкю из династии Сюнтэн (1237—1248).
- Томас[англ.] — первый епископ Финляндии (ок. 1234—1245)
- Ульф Фасе — ярл Швеции
- Фудзивара но Риуши[англ.] — императрица-консорт Японии (1211—1222), жена Императора Дзюнтоку.
- Харальд I, король Мэна и Островов из скандинавской династии Крованов (1237—1248).
- Холгмер Кнутсон[англ.] — шведский дворянин, претендент на шведский престол
- Шамс ад-Дин Тебризи, персидский мыслитель, мистик, суфий, богослов и философ.